# ژرمینال (فیلم ۱۹۹۳)
ژرمینال (به فرانسوی: Germinal) فیلمی حماسی براساس رمانی به همین‌نام اثر امیل زولا و به کارگردانی کلود بری، نویسندگی کلود بری و آرلت لانگمن و تهیه‌کنندگی کلود بری، پیر گرانستین و بودو اسکریبا محصول سال ۱۹۹۳ میلادی است.
فیلم به‌عنوان نمایندهٔ فرانسه برای بهترین فیلم خارجی‌زبان در شصت و ششمین دوره جوایز اسکار پیشنهاد شد اما پذیرفته نشد.

## بازیگران
- میو-میو - Maheude
- رنو - Étienne Lantier
- ژرار دوپاردیو - Toussaint Maheu
- ژان کرمه - Vincent Maheu dit Bonnemort
- جودیت هری - Catherine Maheu
- ژان-روژه میلو - Chaval
- لوران ترزیف - Souvarine
- برنارد فرسون - Victor Deneulin
- ژان-پیر بیسون - Rasseneur
- ژاک داکمین - Philippe Hennebeau
- انی دوپری - Madame Hennebeau
- جرارد کراس - Maigrat
- فردریک فن در دریسچ - Paul Négrel
- آنیک آلان - Madame Grégoire
- پیر لافونت - Léon Grégoire
- یولاند مورو - La Levaque